# Bretagne Classic
De Bretagne Classic is een jaarlijkse wielerwedstrijd in het Bretonse Plouay. De wedstrijd bestaat al sinds 1931 en heette tot 2016 de Grand Prix Ouest France-Plouay. Tegenwoordig bestaat de wedstrijd uit een ronde van iets meer dan 13 kilometer, die 15 keer gereden dient te worden. De wedstrijd wordt doorgaans eind augustus of begin september verreden. In 2000 werd op dit parcours het wereldkampioenschap verreden.
In 1979 werd de 43e editie voor de eerste maal door een buitenlander gewonnen, de Nederlander Frits Pirard viel deze eer te beurt.
Vanaf 2005 maakte de wedstrijd deel uit van de UCI ProTour. Sinds 2011 behoort hij tot de UCI World Tour.

## Lijst van winnaars

### Meervoudige winnaars
| Overwinningen | Renner                  | Land      | Jaren      |
| ------------- | ----------------------- | --------- | ---------- |
| 2             | Philippe Bono           | Frankrijk | 1932, 1933 |
| 2             | Eloi Tassin             | Frankrijk | 1945, 1948 |
| 2             | Armand Audaire          | Frankrijk | 1949, 1950 |
| 2             | Emile Guérinel          | Frankrijk | 1951, 1952 |
| 2             | Jean Gainche            | Frankrijk | 1958, 1962 |
| 2             | Fernand Pinot           | Frankrijk | 1961, 1963 |
| 2             | Jean Jourden            | Frankrijk | 1968, 1969 |
| 2             | Jacques Bossis          | Frankrijk | 1976, 1977 |
| 2             | Gilbert Duclos-Lassalle | Frankrijk | 1981, 1987 |
| 2             | Oliver Naesen           | België    | 2016, 2018 |

### Overwinningen per land
| Overwinningen | Land                                                                          |
| ------------- | ----------------------------------------------------------------------------- |
| 63            | Frankrijk                                                                     |
| 6             | België,                                                                       |
| 5             | Italië                                                                        |
| 3             | Australië                                                                     |
| 2             | Noorwegen, Zwitserland                                                        |
| 1             | Ierland, Moldavië, Nederland, Slovenië, Verenigd Koninkrijk, Verenigde Staten |

Bretagne Classic: 1931 · 1932 · 1933 · 1934 · 1935 · 1936 · 1937 · 1938 · 1939 - 1944 · 1945 · 1946 · 1947 · 1948 · 1949 · 1950 · 1951 · 1952 · 1953 · 1954 · 1955 · 1956 · 1957 · 1958 · 1959 · 1960 · 1961 · 1962 · 1963 · 1964 · 1965 · 1966 · 1967 · 1968 · 1969 · 1970 · 1971 · 1972 · 1973 · 1974 · 1975 · 1976 · 1977 · 1978 · 1979 · 1980 · 1981 · 1982 · 1983 · 1984 · 1985 · 1986 · 1987 · 1988 · 1989 · 1990 · 1991 · 1992 · 1993 · 1994 · 1995 · 1996 · 1997 · 1998 · 1999 · 2000 · 2001 · 2002 · 2003 · 2004 · 2005 · 2006 · 2007 · 2008 · 2009 · 2010 · 2011 · 2012 · 2013 · 2014 · 2015 · 2016 · 2017 · 2018 · 2019 · 2020 · 2021 · 2022 · 2023 · 2024
Classic Lorient Agglomération: 1999 · 2000 · 2001 · 2002 · 2003 · 2004 · 2005 · 2006 · 2007 · 2008 · 2009 · 2010 · 2011 · 2012 · 2013 · 2014 · 2015 · 2016 · 2017 · 2018 · 2019 · 2020 · 2021 · 2022 · 2023 · 2024
2011 · 2012 · 2013 · 2014 · 2015 · 2016 · 2017 · 2018 · 2019 · 2020 · 2021 · 2022 · 2023 · 2024 · 2025
Tour Down Under · Great Ocean Road Race · Ronde van de Verenigde Arabische Emiraten · Omloop Het Nieuwsblad · Strade Bianche · Parijs-Nice · Tirreno-Adriatico · Milaan-San Remo · Ronde van Catalonië · Driedaagse Brugge-De Panne · E3 Harelbeke · Gent-Wevelgem · Dwars door Vlaanderen · Ronde van Vlaanderen · Ronde van het Baskenland · Parijs-Roubaix · Amstel Gold Race · Waalse Pijl · Luik-Bastenaken-Luik · Ronde van Romandië · Eschborn-Frankfurt · Ronde van Italië · Ronde van Auvergne-Rhône-Alpes · Ronde van Zwitserland · Copenhagen Sprint · Ronde van Frankrijk · Clásica San Sebastián · Ronde van Polen · BEMER Cyclassics · Renewi Tour · Ronde van Spanje · Bretagne Classic · GP van Québec · GP van Montréal · Ronde van Lombardije · Ronde van Guangxi